# カトリック稲佐教会
カトリック稲佐教会（カトリックいなさきょうかい）は、長崎県長崎市にある、キリスト教（カトリック）の聖堂。

## 解説
4階建ての構造で、1階に信徒会館、2階に聖堂、4階に司祭館がある。
| サブスタブ | この項目は、まだ閲覧者の調べものの参照としては役立たない、書きかけの項目です。この項目を加筆・訂正などしてくださる協力者を求めています。このテンプレートは分野別のサブスタブテンプレートやスタブテンプレート（Wikipedia:分野別のスタブテンプレート参照）に変更することが望まれています。 |